# Испанский крест
Испанский крест (нем. Spanienkreuz) — знак отличия немцев, участвовавших в Гражданской войне в Испании (июль 1936 — март 1939); учреждён 14 апреля 1939.

## История
Во время гражданской войны в Испании 1936-39 годов, немецкие военные и гражданские специалисты служили в легионе «Кондор», воевавшем на стороне генерала Франко против испанских левых. Легион, действовавший в Испании с ноября 1936 года, состоял из бомбардировочного полка, истребительного полка, разведывательной эскадрильи, батальона зенитной артиллерии, батальона связи, транспортного батальона и батальона снабжения. В легионе также было танковое подразделение, в котором немецкие инструкторы обучали испанские танковые экипажи.
Поскольку в легионе фактически проходили боевые испытания новые модели самолётов, в «Кондоре» было большое число гражданских технических специалистов.
В послевоенной Германии, в отличие от большинства бывших наград Третьего рейха, ношение которых было разрешено в изменённом дизайне (где свастика либо удалена, либо заменена на более нейтральный символ), Испанский крест был причислен к наградам, ношение которых запрещено в любом виде.

## Степени ордена
Испанский крест был четырех степеней — бронзовый, серебряный, золотой и золотой с бриллиантами.
Бронзовые и серебряные кресты были двух категорий — с мечами (для военных, участвовавших в боевых действиях) и без мечей (для служивших во вспомогательных подразделениях, медперсонала и гражданских лиц).
Золотыми и золотыми с бриллиантами крестами (с мечами) награждались только участвовавшие в боевых действиях.

## Число награждённых
- Бронзовый крест без мечей — получили 7.869 человек (награждались все, пробывшие в Испании не менее трёх месяцев);
- Серебряный крест без мечей — 327 (за особые заслуги);
- Бронзовый крест с мечами — 8.462 (за участие в боевых действиях);
- Серебряный крест с мечами — 8.304 (за продолжительное участие в боевых действиях);
- Золотой крест с мечами — 1.126 (за особые заслуги в боевых действиях);
- Золотой крест с мечами и бриллиантами — 28 (за высшие достижения в боевых действиях или за командование на высшем уровне). Награждены трое последовательно командовавшие легионом — генералы Шперле, Фолькман, фон Рихтгофен, командир танкового подразделения легиона полковник фон Тома и 24 лётчика:

— лейтенанты:
- Вильгельм-Петер Боддем (Wilhelm-Peter Boddem),
- Оскар Хенрици (Oskar Henrici),
- Хайнц Рунце (Heinz Runze),
- Пауль Фельхальбер (Paul Fehlhalber);

— обер-лейтенанты:
- Ханс-Детлеф фон Кессель (Hans-Detlef von Kessel),
- Вильгельм Бальтазар (Wilhelm Balthasar),
- Отто Бертрам (Otto Bertram),
- Вильгельм Энслен (Wilhelm Ensslen),
- Адольф Галланд (Adolf Galland),
- Вальтер Эзау (Walter Oesau),
- Райнхард Зайлер (Reinhard Seiler),
- Крафт Эберхардт (Kraft Eberhardt),
- Макс граф фон Хойос (Max Graf von Hoyos),
- Карл Менерт (Karl Mehnert),
- Бернхард Штерке (Bernhard Stärcke);

— капитаны:
- Харро Хардер (Harro Harder),
- Гюнтер Лютцов (Günther Lützow),
- Вернер Мёльдерс (Werner Mölders),
- Вольфганг Шельман (Wolfgang Schellmann),
- Йоахим Шлихтинг (Joachim Schlichting),
- Рудольф фрайхерр фон Моро (Rudolf Freiherr von Moreau),
- Вольфганг Нойдорфер (Wolfgang Neudörferr),
- Мартин Харлингхаузен (Martin Harlinghausen),
- Карл-Хайнц Вольф (Karl-Heinz Wolff);

Также был учреждён Почётный крест легиона «Кондор» (уменьшенная копия бронзового креста с мечами), вручавшийся ближайшим родственникам немцев, погибших в Испанской войне. Всего было вручено 315.